# Kempynus striatus
Kempynus striatus is een insect uit de familie watergaasvliegen (Osmylidae), die tot de orde netvleugeligen (Neuroptera) behoort. 
Kempynus striatus is voor het eerst wetenschappelijk beschreven door New in 1983. De soort komt voor in southeastern Australia (ACT).